# Nhóm chiến thuật - chiến lược Khortytsia
Nhóm chiến thuật - chiến lược Khortytsia (tiếng Ukraina: Оперативно-стратегічне угруповання військ «Хортиця») là một cụm binh lực của Quân đội Ukraina trong kháng chiến chống quân Nga, hoạt động ở vùng tác chiến phía Đông, chịu trách nhiệm về phần phía đông của chiến tuyến (các hướng Kharkiv, Kupiansk, Lyman, Izyum, Lysychansk, Bakhmut, Avdiivka, Kurakhove và Vuhledar). Nhóm tác chiến - chiến thuật là một tổ chức tạm thời và theo lãnh thổ bao gồm các đơn vị từ các quân, binh chủng khác nhau như Lực lượng Mặt đất Ukraina, Thủy quân Lục chiến Ukraina, Lực lượng Cơ động Đường không Ukraina, Lực lượng Vệ binh Quốc gia Ukraina,... Khortytsia vốn là tên một hòn đảo trên sông Dniepr.
Tính đến mùa hè năm 2023, Nhóm chiến thuật - chiến lược Khortytsia giáp với Nhóm chiến thuật - chiến lược Pivnich ở phía bắc và Nhóm chiến thuật - chiến lược Tavria ở phía nam. Cụm này do đích thân Tư lệch Lực lượng mặt đất (lục quân) Ukraina, tướng Mykhailo Vasyliovych Drapatyi, làm tư lệnh, ra các mệnh lệnh tiến quân hoặc rút lui của ở vùng Donets của các đơn vị trong cụm. Cụm binh lực đã tham chiến ở các điểm nóng nhất của mặt trận Donetsk.
Nhóm chiến thuật - chiến lược Khortytsia lại chia làm một số cụm nhỏ:
- Nhóm tác chiến - chiến thuật "Kharkiv" - do Trung tướng, Anh hùng Mykhailo Vasyliovych Drapatyi chỉ huy, chịu trách nhiệm về hướng Slobozhansky[4], gồm các đợn vị:
  - Lữ đoàn tấn công độc lập số 3[5] của Bộ Tư lệnh Tác chiến phía Bắc;
  - Lữ đoàn cơ giới độc lập số 28[5] của Bộ Tư lệnh Tác chiến phía Nam;
  - Lữ đoàn cơ giới độc lập số 54[6] của Bộ Tư lệnh Tác chiến phía Đông;
  - Lữ đoàn cơ động đường không độc lập số 81[7] của Lực lượng Tấn công Đường không Ukraina;
- Nhóm phòng thủ Bakhmut do Trung tướng Andrii Viktorovych Hnatov chỉ huy, gồm[8]:
  - Lữ đoàn tấn công độc lập 5[5][6] của Bộ Tư lệnh Tác chiến phía Bắc;
  - Lữ đoàn tấn công độc lập số 92[6] của Bộ Tư lệnh Tác chiến phía Đông;
  - Lữ đoàn cơ giới độc lập số 93 "Kholodny Yar"[8] của Bộ Tư lệnh Tác chiến phía Đông;
  - Lữ đoàn chiến thuật số 3 [8] của Vệ binh Quốc gia Ukraina.

Địch thủ của Nhóm chiến thuật - chiến lược Khortytsia là Nhóm quân Tsentr và Nhóm quân Zapad của Nga.